# Mapfre
Mapfre (acrónimo de «Mutualidad de la Agrupación de Propietarios de Fincas Rústicas de España») es una empresa multinacional española dedicada al sector del seguro y reaseguro, con presencia en 40 países. La matriz del grupo es la sociedad holding Mapfre España, S. A., cuyas acciones cotizan en las bolsas de Madrid y Barcelona.
En la actividad de Asistencia, MAPFRE opera en 49 países, también cuenta con una reaseguradora profesional (MAPFRE RE) que desarrolla su actividad en todo el mundo, contando para ello con 19 oficinas y dos sociedades filiales. Para la gestión de los programas globales de seguros, cuentan con una compañía especializada llamada Global Risks.
Las acciones de la empresa forman parte de los índices Ibex 35, Dow Jones, Dow Jones Sustainability World Index, MSCI Spain, FTSE All-Word Developed Europe Index, FTSE4Good y FTSE4Good IBEX.

## Red de distribución
A cierre de 2024 la compañía tiene más de 4600 oficinas propias en todo el mundo, de las que 3.000 están en España y 2087 en América Latina. Distribuye sus productos a través de oficinas de entidades bancarias y otros puntos de venta que comercializan los seguros del grupo a través de acuerdos de colaboración. El grupo dispone de una red de 30 000 empleados y distribuye sus productos a través de Internet.

## Historia
Nace el 16 de mayo de 1933 al amparo de la familia extremeña Miguel-Romero, bajo el nombre de «Mutualidad de Seguros de la Agrupación de Propietarios de Fincas Rústicas de España» -de ahí su nombre-, con el fin de asegurar a los trabajadores de las explotaciones agrícolas ante la entrada en vigor de la nueva legislación de accidentes de trabajo.
En 1943, MAPFRE suscribió con el Ministerio de Trabajo un acuerdo de diez años para gestionar la implantación del seguro obligatorio de enfermedad tras su implantación por el Gobierno franquista en la Ley de 14 de diciembre de 1943. La situación para MAPFRE fue negativa, quedando en 1955 próxima a la quiebra y provocando un cambio en la administración de la mutua. Posteriormente, la Ley de Bases de la Seguridad Social de 1963 supuso que las empresas privadas de seguros dejasen automáticamente de operar en el seguro de accidentes laborales. Como consecuencia de ello, MAPFRE se dividió en dos entidades: MAPFRE Mutua Patronal de Accidentes de Trabajo (actual Fremap), dedicada a los seguros de accidentes laborales y enfermedades profesionales; y MAPFRE Mutualidad de Seguros y Reaseguros a Prima Fija, dedicada a los seguros privados. Posteriormente,[¿cuándo?] la mutualidad resultó beneficiada y fue ampliando su actividad aseguradora a otros ramos.
En enero de 2007 realiza una reestructuración de su organización corporativa a nivel global que permitió al grupo seguir ampliando sus actividades y su expansión internacional. La operación supuso la integración de todas las actividades del grupo en la sociedad holding cotizada en Bolsa Corporación MAPFRE (que pasó a denominarse MAPFRE S.A.); y la atribución del control mayoritario de dicha sociedad cotizada a la Fundación MAPFRE. Desde esa fecha, la propiedad del 100 % de las acciones de MAPFRE S.A. corresponde a la Fundación Mapfre, cotizando en bolsa más del 30% del capital. 
La actividad del Grupo se desarrolla a través de cuatro unidades de negocio: Seguros, Asistencia, Global Risks y Reaseguro. 
Geográficamente, la actividad de seguros se estructura a través de tres áreas territoriales (Iberia, Latam e Internacional). El área territorial Iberia está integrada por España y Portugal. En el caso del área territorial Latam se subdivide en tres áreas regionales: Brasil, Latam Norte (Costa Rica, El Salvador; Guatemala, Honduras, México, Nicaragua, Panamá y República Dominicana) y Latam Sur (Argentina, Colombia, Chile, Ecuador, Paraguay, Perú, Uruguay y Venezuela). El área territorial internacional está formada por las áreas regionales de Norteamérica (Canadá, Estados Unidos y Puerto Rico) y Eurasia (agrupa las operaciones en Europa —excepto España y Portugal—, Medio Oriente, África, Australia, China, Filipinas, Indonesia, Japón, Malasia, y Singapur).
La actividad fundacional se inicia en 1975. En 2012 esta institución desarrolla actividades no lucrativas de interés general en ámbitos como la promoción de la salud, la prevención de accidentes, la protección del medio ambiente, la investigación científica, la seguridad vial, la formación e investigación en el área del seguro, la cultura y la acción social. Desde 2012 el presidente de Mapfre es Antonio Huertas.

## Proceso de internacionalización
Los años ochenta fueron para España tiempos de acelerada modernización como antesala a su incorporación en la Unión Europea, y para esta compañía representaron una etapa de inversión en el país y Latinoamérica. La estrategia en esta última región, iniciada en la década anterior, se orientó a la adquisición de entidades principalmente para instalarse en la región.
En 2001, MAPFRE anunció su fusión con Finisterre para sus operaciones en Perú.
A finales de 2011, MAPFRE cuenta con su presencia en 46 países de los cinco continentes. Sus ingresos se reparten en un 40% en España y un 60% en el resto de los países donde opera, mientras que sus beneficios provienen en un 50% de España y en el otro 50% del resto de países.
En 2008, MAPFRE lleva a cabo la compra de Commerce Insurance en EE. UU., la principal aseguradora de automóviles del Estado de Massachusetts, además de otra en Turquía, mediante la compra de una entidad local, Genel Sigorta.
En 2011, en España, lanza una compañía de seguro directo, llamada Verti, centrada en la venta de seguros de automóviles y hogar. En 2015 adquiere el negocio de Direct Line en Italia y Alemania.
En Asia, MAPFRE adquiriere en 2017 la aseguradora indonesia Abda.
A finales de 2019, MAPFRE cuenta con su presencia en 44  países de los cinco continentes. Sus ingresos se reparten en un 40% en España y un 60% en el resto de los países donde opera, mientras que sus beneficios provienen en un 60 % de España y en el otro 40 % del resto de países.

## Controversias

### Autopromoción en la Wikipedia
Según la investigación realizada por el periódico español Expansión en 2013: «Uno de sus trabajadores que redactaba de forma habitual información sobre la empresa fue descubierto por otros usuarios de la Wikipedia y le conminaron a no seguir retocando la entrada de la empresa aseguradora.»

### Despidos improcedentes
A partir de 2009 la empresa acumuló una serie de resoluciones judiciales en su contra por despidos improcedentes.

### Falsos autónomos
En 2018 la empresa, al igual que muchas otras en el sector de los seguros, se enfrentó a denuncias por falsos autónomos. Gran parte de los afectados por esta situación, incluyendo agentes en activo y agentes cuyo contrato fue rescindido de forma irregular, se unieron a la asociación Liberados de Mapfre creada en 2017, para dirigir estas denuncias de forma conjunta y dar apoyo a todos los que se encuentren en esta situación. A raíz de estas denuncias y tras la reunión mantenida entre la asociación y la Inspección de la Seguridad Social, esta inició una campaña de inspecciones a distintas oficinas de España. A finales de 2019, la Inspección de la Seguridad Social dio de alta de oficio al primer falso autónomo de Mapfre, y a junio de 2021 siguen aumentando las altas de oficio. Un caso especialmente notorio fue el de la Torre de Sevilla, donde Mapfre tuvo que regularizar a 46 falsos autónomos, acumulando una deuda de casi 1,5 millones de euros frente a la Seguridad Social por cuotas impagadas.